# Martin Hermann Faber
Martin Hermann Faber (1587 – 13 avril 1648) est un peintre, architecte et cartographe allemand.